# Zalmoxis sepikus
Zalmoxis sepikus is een hooiwagen uit de familie Zalmoxioidae.